# Saint-Jouin-de-Milly

Saint-Jouin-de-Milly este o comună în departamentul Deux-Sèvres, Franța. În 2009 avea o populație de 210 de locuitori.